# Kızılüzüm, Kocaali
Kızılüzüm là một xã thuộc huyện Kocaali, tỉnh Sakarya, Thổ Nhĩ Kỳ. Dân số thời điểm năm 2008 là 170 người.